# Jörg Ueltzhöffer
Jörg Ueltzhöffer (* 16. Oktober 1944 in Heidelberg) ist ein deutscher Sozialwissenschaftler und ehemaliger Politiker (SPD).
Er wuchs in Mannheim auf und absolvierte im Jahr 1964 das Abitur. Anschließend studierte er Politikwissenschaft, Geschichte, Germanistik und Staatsrecht in Heidelberg und Tübingen. Bei Klaus von Beyme war er Assistent und in Stanford hatte er einen Forschungsaufenthalt.
In Mannheim engagierte sich Ueltzhöffer bei den Jusos und der SPD. Bei der Landtagswahl 1980 erlangte er das Zweitmandat im Wahlkreis Mannheim III und wurde als Abgeordneter in den Landtag von Baden-Württemberg gewählt, dem er für zwei Legislaturperioden bis 1988 angehörte.
Nachdem er nicht wiedergewählt worden war, verließ Ueltzhöffer die Politik und gründete im Jahr 1990 mit Carsten Ascheberg das SIGMA-Institut, eine Gesellschaft für Marktforschung und Beratung. Grundlage der Arbeit ist das Modell der Sozialen Milieus, das er Ende der 1970er Jahre mit Berthold Bodo Flaig entwickelt hatte.